# Moacir (futebolista)
Moacir Costa da Silva, mais conhecido como Moacir (Recife, 14 de fevereiro de 1986), é um futebolista brasileiro que atua como lateral-direito e volante. Atualmente foi anunciado pelo Central Sport Club.

## Biografia

### Central de Caruaru
Começou sua carreira no Central de Caruaru, disputando o Campeonato Pernambucano em 2007.

### Sport
Foi contratado pelo Sport ainda em 2008. No Sport, Moacir foi transformado em de volante para lateral-direito, e atuou assim durante o brasileirão de 2009.
No Sport ainda participou da Copa Santander Libertadores, na qual foi um dos destaques em várias partidas, principalmente na 2ª partida da 2ª fase contra o Colo-Colo, que se o clube leonino triunfasse teria a classificação adiantada para as oitavas-de-final, Moacir marcou o primeiro gol do Sport no 2–1 de virada.
Em 2009, o Corinthians acertou a sua contratação, o jogador ingressou na equipe para a disputa da libertadores de 2010. Após sofrer uma contusão e a equipe contratar outro lateral-direito, ele foi dispensado, o Sport aproveitou a oportunidade repatriou-lhe.

### Paraná Clube
Foi emprestado em julho de 2013, para o Paraná, até o final do ano.

### Coritiba
Acertou com o Coritiba em 2014.
Em 2014, após não ser muito utilizado, Moacir havia negociado seu empréstimo para o Figueirense, porém, foi detectado uma miocardia viral, que o afastou por 6 meses dos gramados.
Em 2015, já recuperado, Moacir foi emprestado para o Boa Esporte, até o final da temporada.
Em dezembro de 2015, acertou com o Fortaleza para a temporada de 2016. Em maio de 2016, Moacir deixou o Fortaleza, após ser pouco aproveitado.

### Luverdense
Sem clube, Moacir foi contratado pelo Luverdense.

### Grêmio Novorizontino
Em dezembro de 2016, acertou com o Grêmio Novorizontino para a temporada 2017.

### 100 Jogos
No dia 15 de julho de 2012, Moacir completou 100 jogos pelo Sport.

### Criciúma
Foi confirmado como reforço para a temporada de 2021 pelo Criciúma.

## Títulos
Central-PE
- Campeão do Interior: 2007 e 2008

Sport
- Campeonato Pernambucano: 2009

Fortaleza
- Campeonato Cearense: 2016

Luverdense
- Copa Verde: 2017

Atlético-GO
- Campeonato Goiano: 2019